# Crichton-Vulcan
Crichton-Vulcan byla finská loděnice se sídlem v Turku. Vznikla roku 1924 sloučením loděnic Ab Crichton a Ab Vulcan, které se nacházely na březích řeky Aurajoki. Loděnice stavěla civilní i vojenská plavidla. V meziválečné době byla stavitelem finských pobřežních bitevních lodí a ponorek pro finské námořnictvo. Roku 1936 se loděnice stala součástí společnosti Wärtsilä, ale původní název si podržela do roku 1965. V roce 1976 společnost otevřela novou loděnici na předměstí Perno. Stará loděnice byla využívána pro opravy lodí. Tato činnost byla roku 2004 přesunuta na předměstí Naantali. Roku 2011 začala demolice a přestavba staré loděnice na rezidenční čtvrť.

## Historie

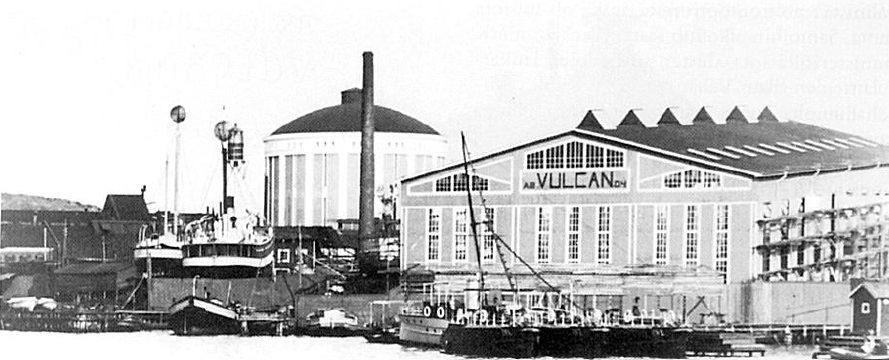
Loděnice Ab Vulcan kolem roku 1920

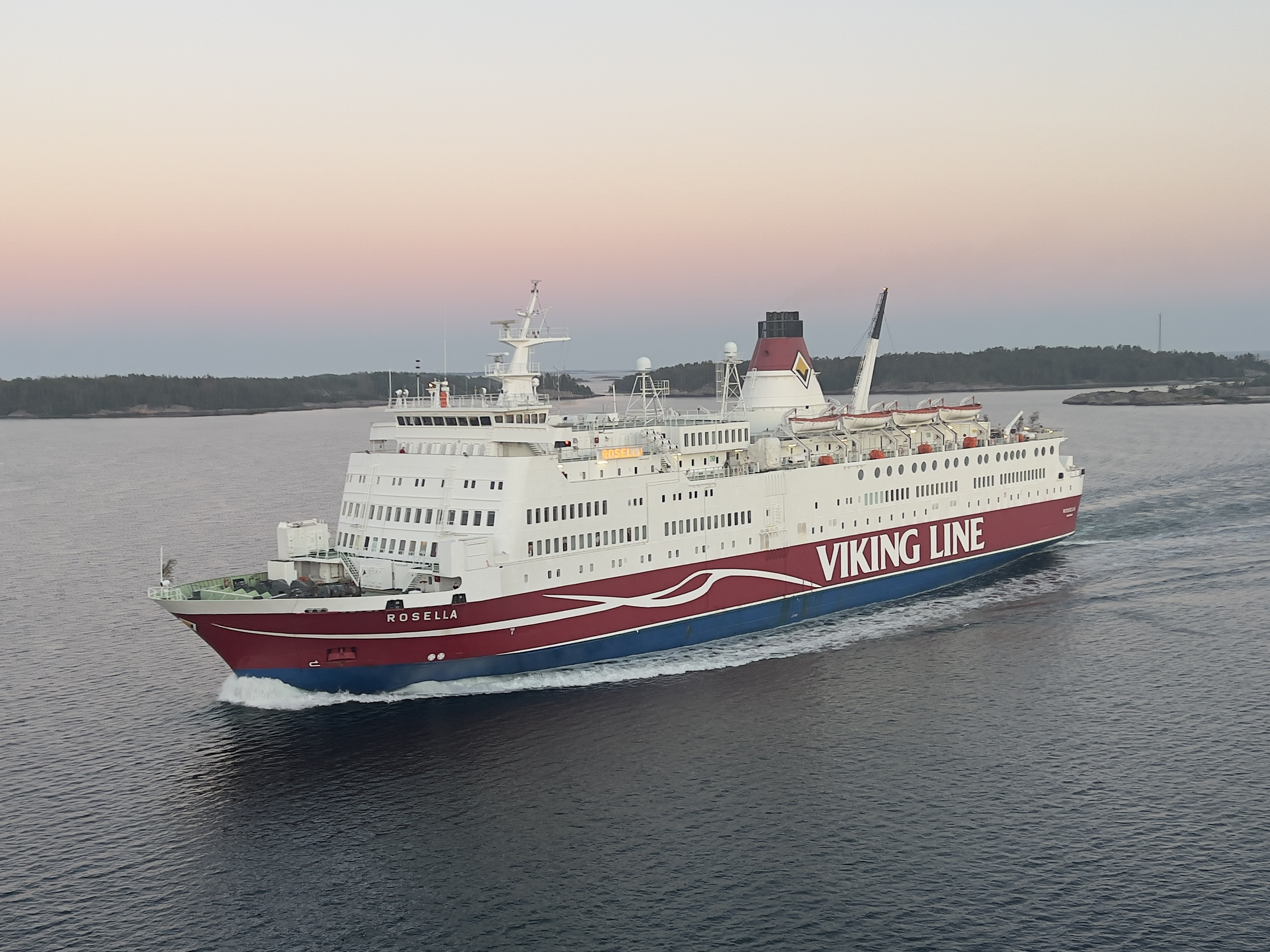
MS Rosella

Stavba lodí má v Turku dlouhou tradici. Roku 1732 Esaias Wechter a Henric Rungeen založili na břehu řeky Aurajoki tamní první loděnici. Roku 1842 ve městě vznikla první slévárna, kterou později získal skotský podnikatel William Crichton. Dále v ústí Aurajoki postavil loděnici a spojil ji s menšími provozy do společnosti Wm. Crichton & Co. Po krachu v roce 1913 se společnost přeměnila na Ab Crichton. Roku 1898 byla na protějším břehu Aurajoki založena loděnice Ab Vulcan, která navázala na zaniklou starší loděnici Åbo mekaniska verkstads Ab. Za první světové války loděnice pracovala pro Ruské carské námořnictvo, přičemž roku 1917 Finsko získalo nezávislost.
Roku 1924 byly loděnice sloučeny do společnosti Ab Crichton-Vulcan. Společnost se podílela na vyzbrojování finského námořnictva. Ve spolupráci s Německem loděnice v letech 1926–1934 postavila tři ponorky třídy Vetehinen a dále menší Vesikko. Navrženy byly nizozemskou společností Ingenieurskantoor voor Scheepsbouw (I.v.S), která však byla loutkovou německou společností, umožňující Německu zachování znalosti stavby ponorek navzdory zákazu jejich vývoje Versailleskou smlouvou. Vesikko byla fakticky prototypem německých druhoválečných ponorek Typu II. V letech 1932–1934 navíc finskému námořnictvu dodala jeho největší jednotky, dvě pobřežní bitevní lodě třídy Väinämöinen. Mimo to stavěla i menší plavidla pro civilní sektor.
Roku 1936 se loděnice Crichton-Vulcan, společně s loděnicí Hietalahti v Helsinkách, staly součástí koncernu Wärtsilä. V roce 1940 Crichton-Vulcan vyrobil první diesely Wärtsilä, na které získal licenci německé spoelčnosti Krupp. Velkým rozvojem loděnice v Turku prošla po druhé světové válce. Zaměřila se na civilní sektor a jejím významným zákazníkem byl zejména v 50. letech Sovětský svaz. Roku 1954 rovněž dokončila obchodní loď Lidice. Jméno Crichton-Vulcan si loděnice zachovala do roku 1965, kdy byla přejmenována na loděnici Wärtsilä Turku. V roce 1971 byla loděnice s 5300 pracovníky největším zaměstnavatelem ve Finsku. V 70. letech loděnice začala stavět i pasažérské lodě a tankery. Zároveň loděnice přestávala dostačovat rychle se rozvíjejícímu podnikání a její poloha bránila její modernizaci a rozšiřování. Roku 1976 proto Wärtsilä přesunula stavbu lodí do nové loděnice na předměstí Perno (pozdější stavitel výletních lodí Meyer Turku).
Stará loděnice se postupně přeorientovala na opravy lodí. Poslední v ní postavenou loď představoval trajekt MS Rosella, dokončený roku 1980. Roku 1986 byly loděnice Wärtsilä a Valmet sloučeny do společnosti Wärtsilä Marine, která roku 1989 zkrachovala. Starou loděnici převzala nově vzniklá opravárenská firma. Stará loděnice byla definitivně opuštěna roku 2006 a její provoz byl přesunut do Naantali. Roku 2011 začala její přeměna na rezidenční čtvrť města Turku.

## Postavená plavidla (výběr)

### Pobřežní bitevní lodě

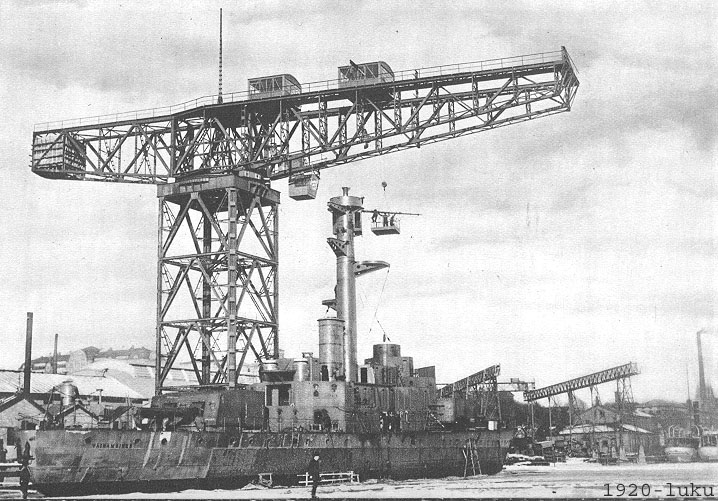
Väinämöinen během stavby v loděnici Crichton-Vulcan

- Třída Väinämöinen
  - Väinämöinen
  - Ilmarinen

### Ponorky

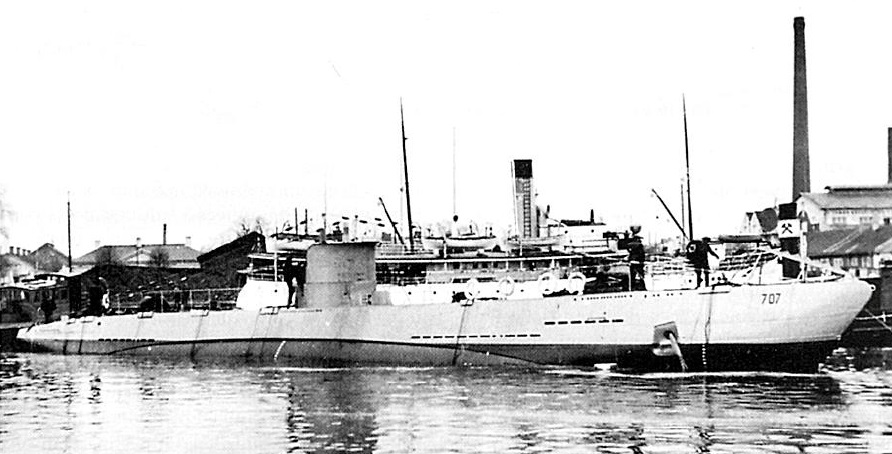
Vesikko

- Vesikko

- Třída Vetehinen
  - Vetehinen
  - Vesihiisi
  - Iku-Turso

### Minonosky
- Třída Ruotsinsalmi (2 ks)

### Civilní plavidla
- Lidice
- MV Freewinds – první finská výletní loď. Roku 1985 zakoupena Scientologickou církví.